# 페이튼 케네디

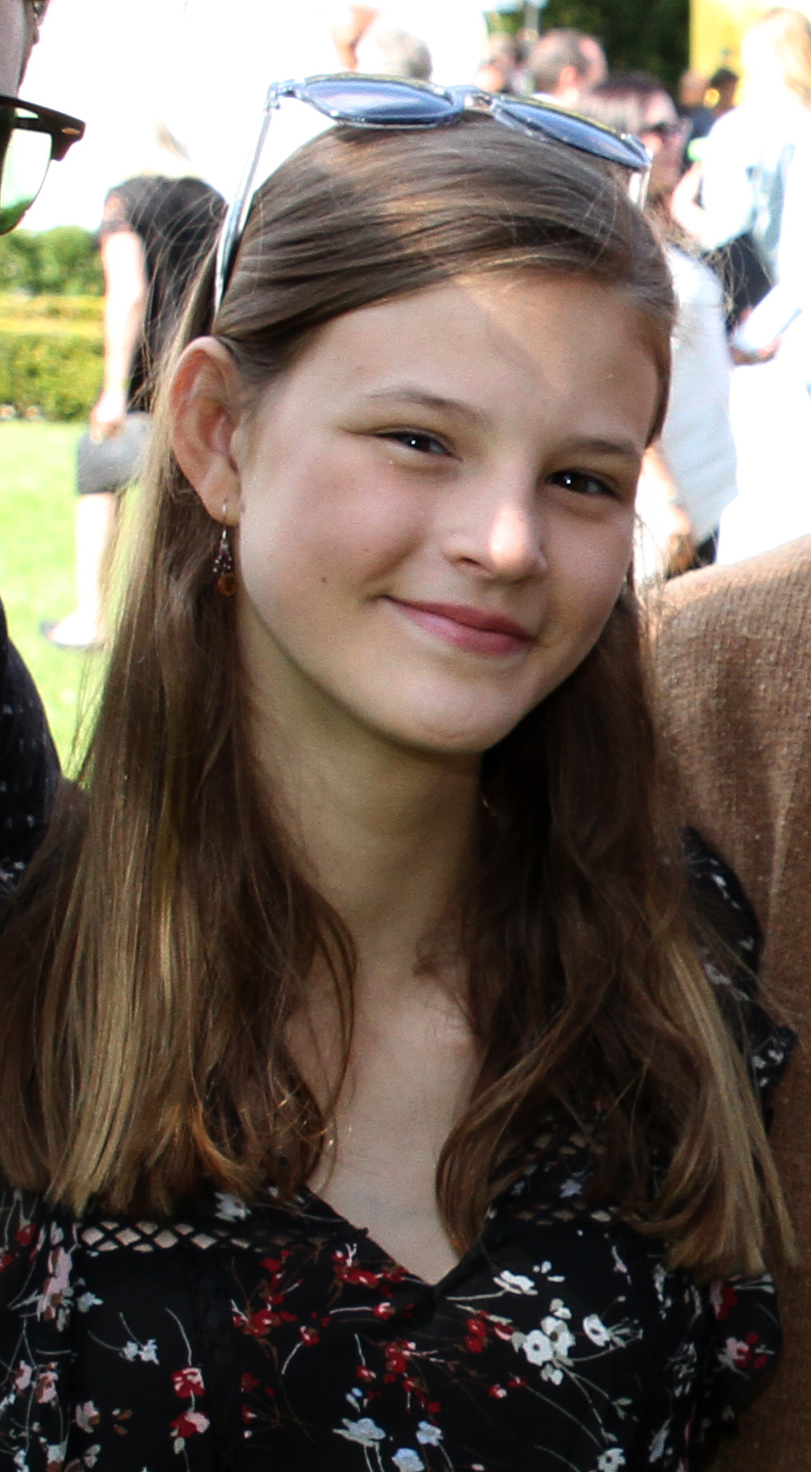

페이튼 케네디(Peyton Kennedy, 2004년 1월 4일 ~ )는 캐나다의 배우이다.
토론토에서 태어났다.

## 방송
- 판타스틱 하이스쿨

## 영화
- 카디널스 (2017년)
- 아메리칸 페이블 (2016년)
- 라벤더 (2016년)
- 더 캡티브 (2014년)
- 컷뱅크 (2014년) - 로지 역

## 같이 보기
- 캐나다의 배우 목록